# Porumbacu de Jos
Porumbacu de Jos (deutsch Unterbornbach, ungarisch Alsóporumbák) ist eine Gemeinde im Kreis Sibiu in der Region Siebenbürgen in Rumänien.
Der Ort ist auch unter den deutschen Bezeichnungen Unterforrembach und Unterporumbach bekannt.

## Geographische Lage

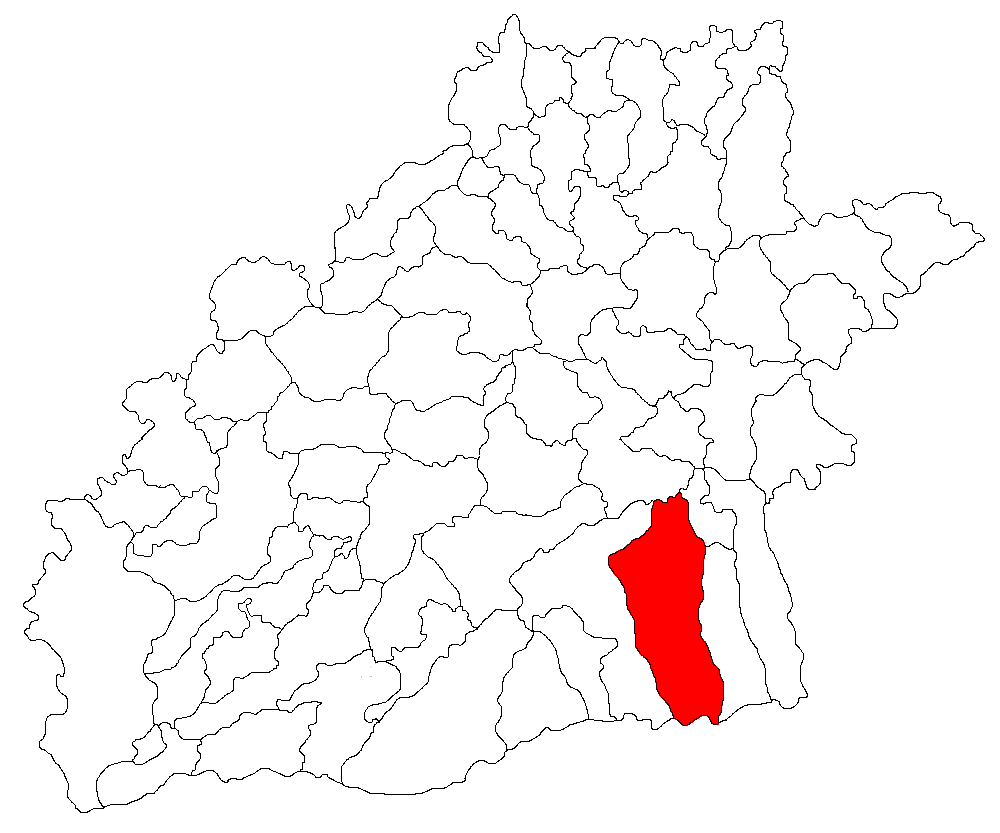
Lage der Gemeinde Porumbacu de Jos im Kreis Sibiu

Die Gemeinde Porumbacu de Jos liegt im Südwesten Siebenbürgens im historischen Altland zwischen dem Făgăraș-Gebirge (Fogarascher Gebirge) und dem Olt (Alt) im ehemaligen Kreis Făgăraș (Județ Făgăraș). Im Süden des Kreises Sibiu, am Bach Porumbacu, der Europastraße 68 und der Bahnstrecke Avrig–Făgăraș, befindet sich der Ort 34 Kilometer östlich von der Kreishauptstadt Sibiu (Hermannstadt) entfernt.

## Geschichte
Der Ort Porumbacu de Jos wurde 1473 erstmals urkundlich erwähnt.
Vor Fertigstellung der Bahnverbindung existierte hier im Ort für die Postkutschenlinie zwischen Hermannstadt und Brașov (Kronstadt) eine Pferdewechselstation mit zehn bis zwanzig Pferden. Eine Schnapsbrennerei von Porumbacu de Sus (von den Einheimischen Richirie genannt), wurde wo heute das Romaviertel in Porumbacu de Jos sich befindet, erneut aufgebaut. Auf dem Gebiet der Gemeinde befanden sich an den Bächen mehrere wasserbetriebene Stampfmühlen zum Walken der traditionellen Kleidung. Heute sind noch etwa drei Anlagen in Betrieb.

## Bevölkerung
Die Bevölkerung der Gemeinde entwickelte sich wie folgt:
| Volkszählung | Volkszählung | Ethnische Zusammensetzung | Ethnische Zusammensetzung | Ethnische Zusammensetzung | Ethnische Zusammensetzung |
| Jahr         | Bevölkerung  | Rumänen                   | Ungarn                    | Deutsche                  | Andere                    |
| ------------ | ------------ | ------------------------- | ------------------------- | ------------------------- | ------------------------- |
| 1850         | 5.846        | 5.497                     | 34                        | 127                       | 188                       |
| 1930         | 5.375        | 5.044                     | 85                        | 29                        | 217                       |
| 1977         | 4.171        | 3.804                     | 50                        | 9                         | 308                       |
| 2002         | 3.233        | 2.989                     | 31                        | 3                         | 210                       |
| 2011         | 3.061        | 2.641                     | 26                        | 3                         | 391                       |
| 2021         | 2.876        | 2.182                     | 7                         | -                         | 687                       |

Seit 1850 wurde auf dem Gebiet der heutigen Gemeinde die höchste Einwohnerzahl (6181), gleichzeitig auch die der Magyaren (233), 1910 erreicht. Die höchste Bevölkerungszahl der Rumänen (5842) wurde 1900, die der Rumäniendeutschen (274) wurde 1890 und die der Roma (347) 2021 registriert. Des Weiteren bekannten sich 1880 und 1890 einer bzw. vier als Slowaken gleichzeitig auch je einer als Serbe, 1992 und 2002 je einer als Ukrainer.

## Sehenswürdigkeiten
- Die ehemalige Poststation, 1756 bis 1760 errichtet, heute ein Wohnhaus bei Nr. 458, steht unter Denkmalschutz.[7]
- Ein Holzhaus 1899 errichtet, heute bei Nr. 309, steht unter Denkmalschutz.[7]
- Im eingemeindeten Dorf Sărata (Salzdorf) die Kirche Nașterea Domnului, von 1800 bis 1806 errichtet, steht unter Denkmalschutz,[7] und ein Soldatenfriedhof aus dem Ersten Weltkrieg.[4]

## Tourismus
Porumbacu de Jos ist ein Ausgangspunkt in das Fogarascher Gebirge, zu dessen zweithöchsten Gipfel, dem Negoiu (2535 m). Von Porumbacu de Sus (Oberbornbach) ist die mit etwa 170 Betten ausgestattete Negoiu-Hütte (1546 m) in ca. sieben bis acht Stunden zu erreichen.